# Rivière Baillairgé
Pour les articles homonymes, voir Baillairgé.
La rivière Baillairgé est un affluent de la rivière Harricana, coulant dans les municipalités de La Corne (canton La Corne), dans la municipalité régionale de comté (MRC) de Abitibi, dans la région administrative du Abitibi-Témiscamingue, au Québec, au Canada.
La foresterie et l'agriculture ont les activités principales de ce bassin versant. Dès 1918, un contingent de pionniers se sont établis le long du chemin de fer du Transcontinental, dans un territoire à environ 12 km à l'est de la ville abitibienne d'Amos et au nord de La Corne. Ils provenaient de la Mauricie, surtout de Sainte-Thècle et de Saint-Prosper-de-Champlain. Au début de la période de colonisation, ils étaient approvisionnés en matériel par les familles restant en Mauricie grâce au chemin de fer.
La surface de la rivière Baillairgé est généralement gelée de la mi-décembre à la mi-avril.

## Géographie
Le cours de la rivière Baillargé s'oriente vers le nord dans une plaine agricole dans le canton de La Corne, en partie dans les Troisième et Quatrième Rangs. Cette plaine est bordée à l'est par une série de montagnes (sens nord-sud) jusqu'à la vallée de la rivière La Corne.
Les bassins versants voisins de la rivière Baillairgé sont :
- côté nord : rivière Harricana, rivière Landrienne, crique Paquet ;
- côté est : rivière La Corne, rivière Laine, rivière Vassan ;
- côté sud : lac Baillairgé, rivière Harricana, rivière La Corne, lac La Motte, lac Malartic ;
- côté ouest : lac La Motte, rivière Harricana.

La rivière Baillairgé tire sa source à l'embouchure du Lac Baillairgé (longueur : 2,3 km ; altitude : 311 m), situé dans la partie sud-ouest de la municipalité de La Corne. Une montagne dont le sommet atteint 403 m domine à 0,6 km à l'est du lac.
L'embouchure du lac Baillairgé est située à :
- 7,7 km au sud-est de la confluence de la rivière Baillairgé avec la rivière Harricana (rive est du Lac La Motte) ;
- 9,6 km à l'est de la confluence du lac Malartic avec le lac La Motte ;
- 10,4 km au nord de la confluence de la rivière Harricana avec le lac Malartic ;
- 29,1 km au nord-ouest du centre-ville de Val-d'Or ;
- 28,5 km au sud-est du centre-ville d'Amos.

À partir de sa source, la rivière Baillairgé coule sur environ 10 km selon les segments suivants :
- 3,8 km vers le nord, jusqu'à un ruisseau (venant du nord) servant de décharge du lac Chaptes ;
- 2,2 km vers l'ouest, puis le nord-ouest, jusqu'au ruisseau Champagne(venant du sud) ;
- 1,4 km vers le nord jusqu'au ruisseau Martignac (venant du nord) ;
- 2,7 km vers le nord-ouest, jusqu'à son embouchure. Note : À la fin de ce segment, la rivière Baillairgé coupe la route 111 qui longe la rive est du lac La Motte dans le sens nord-sud[2].

La rivière Baillairgé se déverse sur la rive est du lac La Motte lequel est traversé vers le nord par la rivière Harricana. Cette confluence est située à :
- 6,9 km au nord-est de la confluence du lac Malartic avec le lac La Motte ;
- 5,0 km au nord du centre du village de La Corne ;
- 16,5 m au nord de la décharge de la rivière Harricana sur la rive est du lac Malartic ;
- 20,7 km au sud-est du centre-ville d'Amos.

## Toponymie
Le toponyme « rivière Baillairgé » évoque l'œuvre de vie de Charles Baillairgé (1826-1906). Ces hydronymes (le lac et la rivière) ont été désignés ainsi dès les premières démarches d'arpentage du secteur. Eugène Rouillard mentionne déjà le lac dans son Dictionnaire des Rivières et Lacs de la Province de Québec (1914).
Charles Baillairgé (1826-1906) étudie les lettres et les sciences au Petit Séminaire de Québec, où il a obtenu ses diplômes en sciences mathématiques et physiques, ainsi qu'en architecture avec le cousin de son père, Thomas Baillairgé. Outre ses activités d'arpentage, il a mis ses talents d'architecte à contribution tout au cours de sa brillante carrière dans la conception de plus de 180 édifices, tels l'Université Laval, la prison de Québec, le parlement canadien (de 1863 à 1865), des églises et des chapelles, etc.
De 1866 à 1898, Baillairgé occupe le poste d'ingénieur municipal à la Ville de Québec. Auteur de plus de 250 articles et ouvrages, il reçoit à Paris, en 1874, la médaille d'or de la Société de vulgarisation de l'instruction au Conservatoire des arts et métiers. En 1880, il devient membre de l'Académie royale des arts et, en 1882, membre de la Société royale du Canada.
Le toponyme rivière Baillairgé a été officialisé le 5 décembre 1968 à la Commission de toponymie du Québec, soit lors de sa fondation.